# Sakoani
Sakoani est un village situé dans le département de Kantchari de la province dans la Tapoa de la région de l'Est au Burkina Faso.

## Géographie
Sakoani est traversée par la route nationale 4 allant vers Kantchari puis la frontière nigérienne.

## Histoire
Sakoani du gourmantché Sakpani signifie littéralement « chasseur de buffle ». Le nom du village fait référence à l’activité du fondateur qui chassait les buffles[réf. nécessaire]. Le village a été fondé vers le XIXe siècle par Ku Jaboangu Sanajali, l’ancêtre des Tanboanba (les premiers occupants du village, les Ouali[réf. nécessaire]). Craignant pour sa sécurité, ce guerrier part de Yirini et trouve refuge dans la forêt boisée de Pama où ses qualités de chasseur le maintiennent en vie jusqu’à sa rencontre avec le Nunbado (le roi du Gulmu) qui après moult tentatives finit par l’intégrer dans son palais. Il eut une aventure avec la fille du roi, avec laquelle il fonde une famille. Le roi du Gulmu le prie de s’installer à l’Est du Nungu dans l’actuel village pour contrer les invasions extérieures.
Sakoani est un village cosmopolite où vivent principalement des populations Gourmantché (majoritaires), Yaana, Peuls, Mossis et Haoussas.[réf. nécessaire]

## Économie
La principale activité du village est l’agriculture, ainsi que l’élevage, la pêche, le maraichage et le commerce. Le village dispose d’un barrage et d’un marché hebdomadaire très fréquenté. Le secteur économique du village est animé par les boutiques de rue mais aussi par le marché de Sakoani, l’un des plus importants de la commune de Kantchari avec celui de Boudiéri et de Kantchari.
Les produits de l’agriculture, de la pêche, de l’artisanat ou du jardinage sont les principales sources de revenus des habitants.

## Santé et éducation
Sakoani dispose, depuis 2010, d'un centre de santé et de promotion sociale (CSPS) fonctionnel après celui de Sampiéri qui se trouve à cinq kilomètres.
Sakoani obtient sa première école primaire sous la période révolutionnaire en 1984. Désormais, le village dispose en plus de l’école primaire normalisée, d’un collège d’enseignement général (CEG) dont la première promotion a réalisé un taux de succès de 92,31 % en 2018, se classant ainsi au deuxième rang dans la région de l’Est (selon Direction régionale des Enseignements secondaires de l'Est)[réf. nécessaire].